# Trou d’Eau Douce

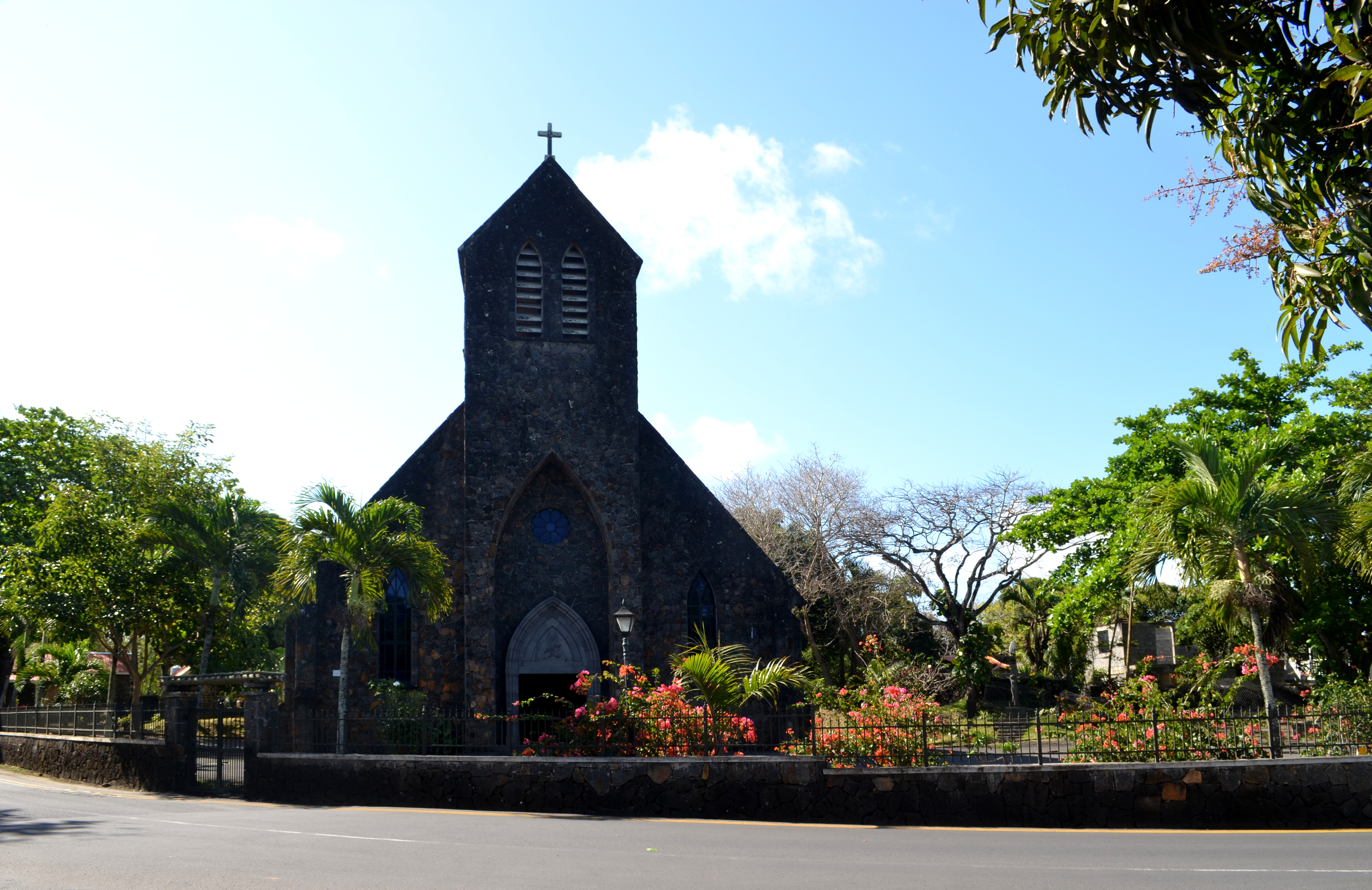
Norte-Dame de Bon Secours

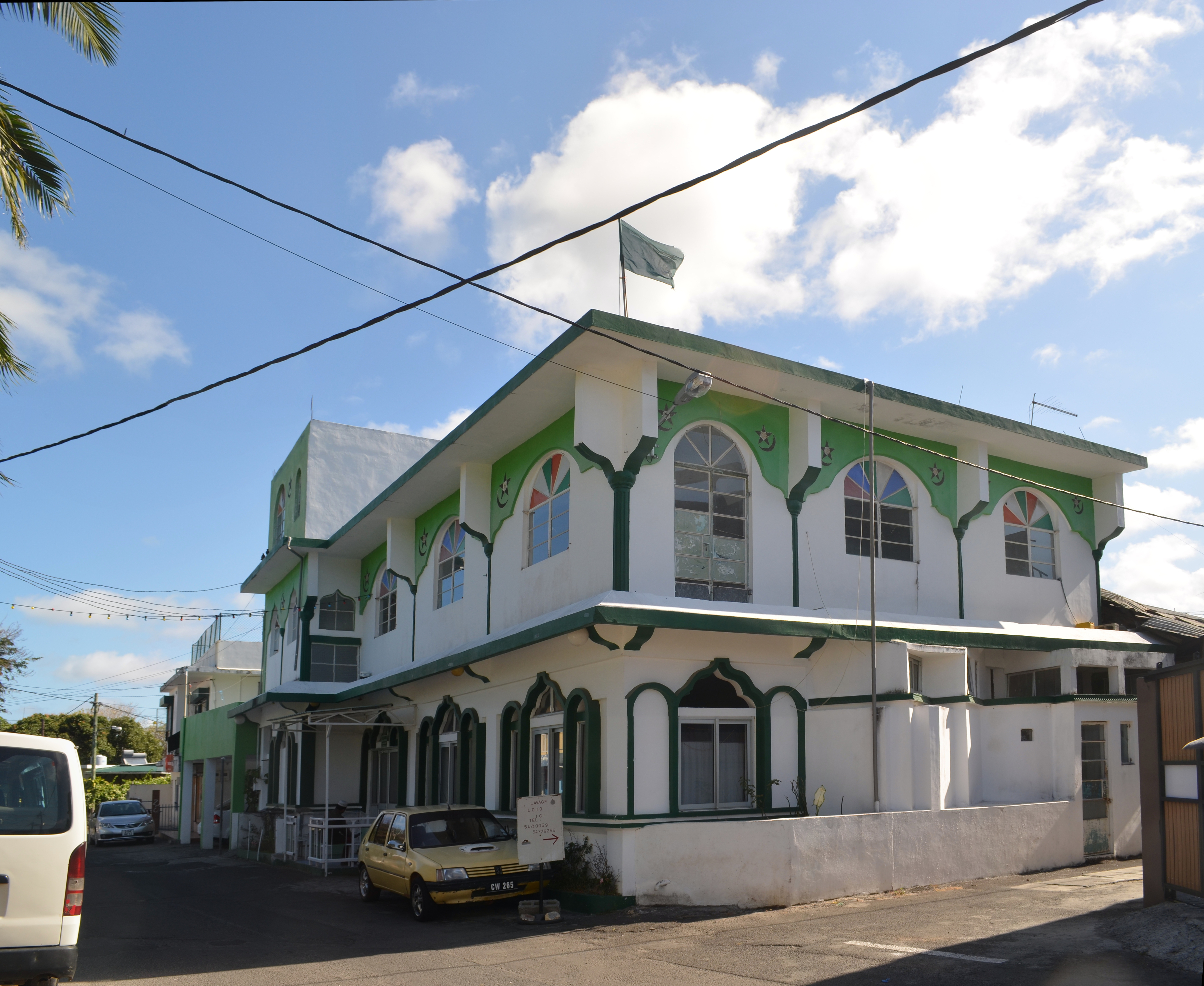
Roshan Jameer Musjid

Trou d’Eau Douce ist eine Ortschaft („Village“) auf Mauritius. Er gehört administrativ zur Village Council Area (VCA) Trou d’Eau Douce. Bei der Volkszählung 2011 hatte der Ort 5672 Einwohner.

## Geschichte
Die ältesten Häuser des Ortes stammen aus den 1650er Jahren. Auf einer Karte von Pieter van der Aa, aus dem Jahr 1721, erscheint Trou d’Eau Douce unter dem Namen Oostersgat, wörtlich Gatt im Osten.

## Tourismus
Trou d'Eau Douce Bedeutung für den Tourismus der Insel Mauritius liegt vor allem daran, dass es Ausgangspunkt für Bootstouren auf die Île aux Cerfs, eine der Hauptsehenswürdigkeiten von Mauritius ist. An den zwei Anlegestellen „Trou d’Eau Douce Embarkation point“ 1 und 2 legen täglich hunderte Schnellboote, Katamarane und einfache Fährboote an, um Touristen auf die Île aux Cerfs und zu den Wasserfällen des Grand River South East zu bringen.
Der Ortskern selbst verfügt über keine bedeutenden Strände. Am Rande der Bucht befinden sich jedoch mehrere Strände und Hotels. Bekannt ist das 5-Sterne-Hotel Le Touessrok an der Südseite der Bucht rund um die Halbinsel Ilot Lievres.

## Religion
Direkt an der Küstenstraße befindet sich die katholische Kirche Notre-Dame du Bon Secours. Die Kirche wurde am 8. Juli 1990 durch Kardinal Jean Margéot geweiht und ersetzte eine ältere Kapelle. Wenige hundert Meter Richtung Hafen liegt die muslimische Roshan Jameer Musjid Moschee, gegründet 1957.